# Peine de mort à Sao Tomé-et-Principe
La peine de mort à Sao Tomé-et-Principe a été abolie en 1990.

## Constitution
La constitution de 1975 (première après l'indépendance) n'y fait pas référence, mais une loi de juillet 1979 prévoit la peine capitale pour le crime de « mercenarisme ». Votée à la suite d'une tentative de coup d'État, elle n'est jamais utilisée.
L'article 21 de la constitution du 20 septembre 1990 précise que : « 1. La vie humaine est inviolable. 2. La peine de mort ne peut en aucun cas être appliquée. »